# Skymnos
Skymnos von Chios (griech. Σκύμνος) war ein griechischer Geograph, vermutlich identisch mit dem 185/84 v. Chr. in Delphi als Proxenos geehrten Sohn des Apelles. Er war Verfasser einer Periegesis („Erdbeschreibung“, griech. Περιήγησις) in (mindestens) 16 Büchern, die bis auf Fragmente heute verloren ist.
Eine Periegesis in Form eines in Jamben verfassten Lehrgedichts, von dem etwa 1000 Verse überliefert sind, wurde zunächst Marcianus Heracleotes zugeschrieben. 1630 hielt Lukas Holste das Gedicht für die verlorene Periegesis des Skymnos von Chios, was aber nicht möglich ist, da die Periegesis des Skymos von Chios ein Prosatext war. Das anonyme Lehrgedicht wird als Periegesis des Pseudo-Skymnos zitiert, oder, da es einem König Nikomedes gewidmet ist, der heute mit Nikomedes III. von Bithynien identifiziert wird, als Periegesis ad Nicomedem regem.

## Ausgaben
- David Höschel: Geographica Marciani Heracleotae, Scylacis Caryandensis, Artemidori Ephesii, Dicaearchi Messenii, Isidori Characeni. Augsburg 1600.
- Frédéric Morell: Marciani Heracleotae Poema De Sitv Orbis. Paris 1606.
- Erasmus Vindingius: Marciani Heracleotæ „Perihegesis“ seu Orbis Descriptio cum Interpretatione latina ad verbum et notis. Kopenhagen 1662 (Lateinische Übersetzung).
- Karl Müller: Geographi Græci Minores. Band 1. Firmin Didot, Paris 1855, S. 196–237.
- B. Fabricius: Scymni Chii Periegesis quae supersunt. Teubner, Leipzig 1846 Volltext.
- August Meineke: Scymnii Chii Periegesis et Dionysii Descriptio Graeciae. Nicolai, Berlin 1846 Volltext.
- Martin Korenjak (Hrsg., Übers. und Komm.): Die Welt-Rundreise eines anonymen griechischen Autors („Pseudo-Skymnos“). Olms, Hildesheim 2003, ISBN 3-487-11847-5.
- Didier Marcotte: Les Géographes grecs. Tome I, Introduction générale. Pseudo-Scymnos: Circuit de la terre. (Collection des universités de France. Série grecque, 403.) Paris 2000. ISBN 2-251-00487-4. S. 103–307.